# Secretaría de Comercio (Argentina)
La Secretaría de Industria y Comercio o, hasta diciembre de 2023, la Secretaría de Comercio de Argentina es un organismo dependiente del Ministerio de Economía del Poder Ejecutivo Nacional.
Su actual titular es Esteban Marzorati.

## Creación y composición
Es la secretaría encargada de la «política comercial interior». En 2019 quedó constituida por la Subsecretaría de Acciones para la Defensa de las y los Consumidores y la Subsecretaría de Políticas para el Mercado Interno.
Desde el 10 de diciembre de 2023, está compuesta de la Subsecretaría de Política Industrial, la Subsecretaría de Gestión Productiva, la Subsecretaría de Comercio Exterior y la Subsecretaría de Defensa del Consumidor y Lealtad Comercial.

## Titulares
| Secretario        | Partido | Partido                          | Periodo                                       | Ministro                                                                      | Presidente        |
| ----------------- | ------- | -------------------------------- | --------------------------------------------- | ----------------------------------------------------------------------------- | ----------------- |
| Paula Español     |         | Partido Justicialista            | 10 de diciembre de 2019-12 de octubre de 2021 | Matías Kulfas                                                                 | Alberto Fernández |
| Roberto Feletti   |         | Partido de la Victoria           | 12 de octubre de 2021-6 de junio de 2022      | Matías Kulfas                                                                 | Alberto Fernández |
| Guillermo Hang    |         | Partido Justicialista            | 6 de junio de 2022-6 de julio de 2022         | Matías Kulfas (hasta junio de 2022) Daniel Scioli (a partir de junio de 2022) | Alberto Fernández |
| Martín Pollera    |         | Partido Justicialista            | 12 de julio de 2022-29 de julio de 2022       | Daniel Scioli                                                                 | Alberto Fernández |
| Matías Tombolini  |         | Avancemos por el Progreso Social | 16 de agosto de 2022-10 de diciembre de 2023  | Sergio Massa                                                                  | Alberto Fernández |
| Pablo Lavigne     |         | Propuesta Republicana            | 12 de diciembre de 2023 - en el cargo         | Luis Caputo                                                                   | Javier Milei      |
| Esteban Marzorati |         | Propuesta Republicana            | 11 de diciembre de 2024 - en el cargo         | Luis Caputo                                                                   | Javier Milei      |